# Peter Weiss (politikus)
Peter Weiss (Pozsony, 1952. július 7. –) szlovák politikus, diplomata.

## Pályafutása
Apai nagymamája magyar volt, külkereskedő édesapja is jól beszélte a nyelvet, ő azonban már nem (oroszul, németül, angolul és lengyelül tárgyalóképes nyelvtudása van). 1975-ben diplomázott a Comenius Egyetem bölcsészkarán, majd a pozsonyi Marxizmus-Leninizmus Intézetben dolgozott - egy időben oktatóként is - lényegében a bársonyos forradalomig. 1990-től 1996-ig a Csehszlovákia Kommunista Pártja egyik utódának, a Demokratikus Baloldal Pártjának elnöke lett, 2002-ig pedig az elnök helyettesének választották. Ezt követően a Szociáldemokrata Alternatíva (Sociálnodemokratická alternatíva) nevű párt alapítója és vezetője lett. Pártelnökként 2002-ig tagja volt a parlamentnek is, a Szociáldemokrata Alternatíva jelöltjeként azonban ekkor már nem szerzett mandátumot. Ezt követően főállásává vált a Pozsonyi Közgazdaságtudományi Egyetemen való oktatás - ahol a Nemzetközi Kapcsolatok Karon egyébként 1997 óta volt asszisztens és tanár. 2003-ban az Európai Unióhoz való csatlakozásról szóló népszavazás felelősének kinevezett miniszterelnök-helyettes tanácsadója volt, 2006-ig pedig a külügyminiszter külső tanácsadójaként dolgozott.
2009-ben kinevezték Szlovákia budapesti nagykövetévé, megbízólevelét 2009. június 19-én adta át. Ő volt már a nagykövet 2009. június 9-én is, amikor Sólyom László köztársasági elnököt nem engedték át a magyar-szlovák határon. Amikor Balázs Péter akkori magyar külügyminiszter bekérette az incidens miatt, hazája véleményét képviselve úgy nyilatkozott, hogy Szlovákiának nincs oka bocsánatot kérni, mivel szlovák vezetőket sem hívtak meg az eseményre. 2016-ig töltötte be pozícióját, ezt követően hazája prágai nagykövetségének vezetőjévé nevezték ki. Utóda Magyarországon 2013 október 2-tól Ratislav Káčer - volt washingtoni nagykövet - lett.
Prágában 2013. október 11-én adta át megbízólevelét, azóta Szlovákia csehországi nagykövete.
Első felesége, Marcela Weissová 2003-ban tragikus körülmények között hunyt el, tőle két nagykorú gyermeke van. 2004-ben újranősült, második felesége bíró Pozsonyban.